# Вілла Медічі в Пратоліно
43°51′36″ пн. ш. 11°18′09″ сх. д. / 43.86° пн. ш. 11.3025° сх. д.
Вілла Медічі в Пратоліно (італ. Villa Medicea di Pratolino) — заміська садиба (за 12 км на північ від Флоренції), пейзажний парк-музей зі скульптурами і декількома павільйонами.

## Історія виникнення

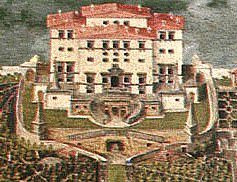
Вілла в Пратоліно в 16 столітті, зруйнована.

Вілла і парк побудовані у 16 столітті герцогом Тосканським Франческо І для коханки Б'янки Капелло. Будівництво і створення парку йшло у 1569—1581 рр.
Сад мав ознаки стилю маньєризм. Скульптури саду створив відомий скульптор доби — Джамболонья, головну будівлю і павільйони — архітектор Бартоломео Амманаті за проектом Бернардо Буонталенті (1536 — 1608), архітектора і садівника.
Франчєско І узяв шлюб з Б'янкою Капелло, тому після смерті Б'янки вілла залишилась майном родини Медічі.

## Садиба в добу бароко
У 1697 р. в парку садиби архітектор Антоніо Феррі побудував театр, вистави і концерти якого мали популярність. В театрі грали відомі музиканти доби бароко — Алессандро Скарлатті та Доменіко Скарлатті, Георг Фрідріх Гендель, Бернардо Пасквіні.
Після смерті останнього в роду бездітного Медічі у 1737 р. майно родини успадкував представник Лотарінгської гілки. Імператори Франц І, Леопольд ІІ нечасто відвідували віллу і та почала занепадати. Частка скульптур парку була перевезена в сади Боболі біля палаццо Пітті.

## Садиба в 19 столітті
Власник вілли великий герцог Фердинанд ІІІ почав реконструкцію парку у 1821—1824 рр. Парк доби маньєризму і будівлю вілли 16 століття зруйнували, перепланувавши сад на модний пейзажний парк, залишивши декілька скульптур попередньої доби на давніх місцях.

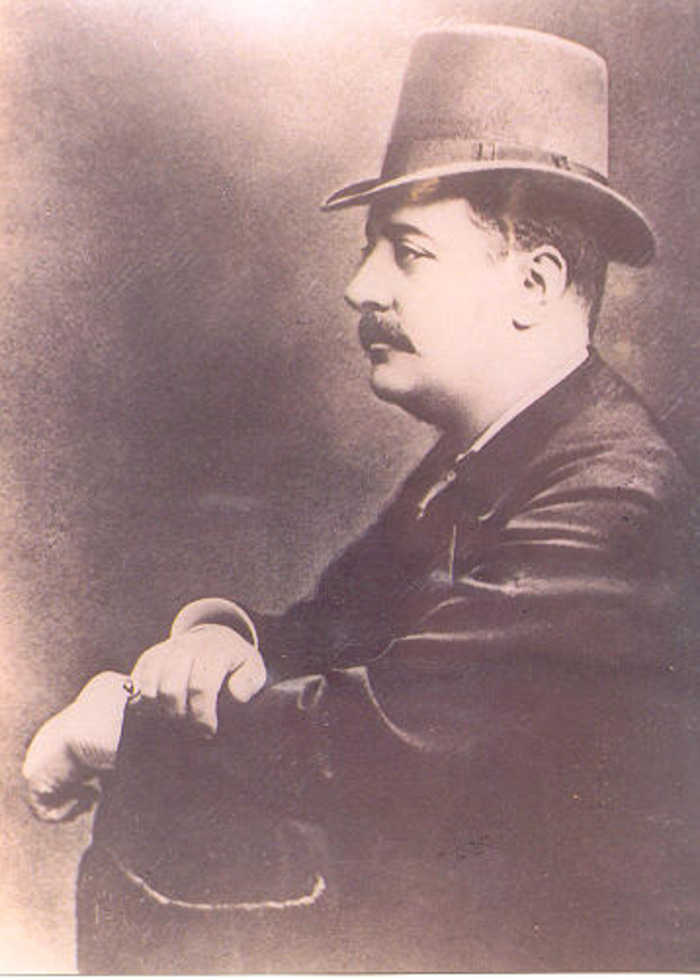
Павло Демідов Сан Донато

У 1860 р володарем садиби став Павло Демідов, власник заводів в Нижньому Тагілі (Російська імперія).  Отримав (придбав за гроші ?) титул князя Сан Донато і оселився в Італії.

## Садиба в 20 столітті
Після смерті Павла Демідова садибу успадкувала його дочка Марія Павлівна, дружина князя Семена Абамелек-Лазарєва. Вона отримала громадянство Італії. Марія Павлівна і мешкала в садибу до смерті у 1955 р. В добу Другої світової війни вілла зазнала руйнацій, але не була знищена. За заповітом вілла відійшла князю Павлу Карагеоргійовичу, регенту в тодішній Югославії. В 1969 р. майно вілли та частка колекції Демідових була продана на аукціоні Сотбіз. У 1980 р. віллу придбав уряд Італії і створив там парк-музей. Будинок вілли використовують для виставок. На віллі існує «Театр Пратоліно», де відбуваються вистави для дітей.

## Збережені частини Вілли Медічі в Пратоліно
- Восьмикутна каплиця, арх. Бернардо Буонталенті , 1580 р.
- Грот Амура, арх. Бернардо Буонталенті , 1577 р.
- Фонтан Юпітера, відновлено за Демідових.
- Сходинки з фонтаном бога природи Пана.
- Велетенська скульптура алегорія гір Аппенін, скульптор Джамболонья. Вона порожня всередині і має сходинки до голови.
- Лоджія Монтілі, арх. Луїджі де Камбре-Діньї, 1820 р.
- Вольєр для птахів.
- Ставок.
- Корпус для пажів, перебудований під палацове приміщення в 19 ст. за Павла Демідова.